# Dirphia alba
Dirphia alba är en fjärilsart som beskrevs av Druce 1911. Dirphia alba ingår i släktet Dirphia och familjen påfågelsspinnare. Inga underarter finns listade i Catalogue of Life.